# Le Printemps 71
Le Printemps 71 est une pièce de théâtre de l'auteur dramatique français Arthur Adamov, écrite entre 1958 et 1960 et publiée en 1960 dans la revue Théâtre populaire. Elle est publiée l'année suivante chez Gallimard. Cette pièce porte sur la Commune de Paris.

## Création
La pièce a d'abord été créée à l'étranger, au Unity Theater de Londres en 1962. Elle est ensuite créée en France en 1963 au Théâtre Gérard-Philipe de Saint-Denis dans une mise en scène de Claude Martin.

## Construction
Dans cette pièce, s'alternent des Guignols, des Tableaux et des Transitions. Les Guignols sont des scènes parodiques avec des personnages symbolique ou représentant les grands acteurs de la Commune, notamment les chefs politiques.
- Acte I
  - Guignol I
  - Tableau I
  - Tableau II
  - Transition I
  - Tableau III
  - Guignol II
  - Tableau IV
  - Transition II
  - Tableau V
  - Transition III
  - Tableau VI
  - Guignol III
  - Tableau VII
- Acte II
  - Guignol IV
  - Tableau VIII
  - Tableau IX
  - Tableau X
  - Transition IV
  - Tableau XI
  - Guignol V
  - Tableau XI
  - Tableau XI
  - Tableau XIII
  - Transition V
  - Tableau XIV
  - Transition VI
  - Tableau XV
  - Tableau XVI
  - Guignol VI
  - Tableau XVII
- Acte III
  - Guignol VII
  - Tableau XVIII
  - Tableau XIX
  - Transition VII
  - Tableau XX
  - Guignol VII
  - Tableau XXI
  - Transition VIII
  - Tableau XXI
  - Tableau XXII
  - Transition IX
  - Tableau XXIII
  - Guignol VIII
  - Tableau XXIV
  - Tableau XXV

## Synopsis
Cette pièce de théâtre porte sur les événements de la Commune de Paris, en tachant d'apporter un point de vue aussi neutre que possible, sans glorifier les révolutionnaires. Arthur Adamov s'est ainsi particulièrement documenté et même s'il a créé des personnages fictifs, notamment les personnages principaux, il a conservé des personnages réels, notamment des personnalités telles que Jules Vallès.
L’œuvre suit plusieurs personnages issus du peuple et représentatifs des différentes mouvances de cette insurrection à travers l'évolution du conflit.